# Vakan
Vakan (mađ. Vokány, nje. Wakan) je selo u južnoj Mađarskoj.
Zauzima površinu od 17,09 km četvornih.

## Zemljopisni položaj
Nalazi se na 45° 54' 34" sjeverne zemljopisne širine i 18° 20' 10" istočne zemljopisne dužine, u sjevernom podnožju Viljanske planine. Proteže se 2,5 km u pravcu sjever-jug. 
Tofaluba je 1 km zapadno, Ata je 2,5 km sjeverozapadno, Petra je 1,5 km sjeveroistočno, Plakinja je 3,5 km istočno, Aršanjac je 3,5 km južno-jugoistočno, Veliko Selo je 3 km južno, kotarsko sjedište Šikloš je 3,5 km južno-jugozapadno, a Đud je 4,5 km jugozapadno.

## Upravna organizacija
Upravno pripada Šikloškoj mikroregiji u Baranjskoj županiji. Poštanski broj je 7768.

## Povijest
Na mjestu današnjeg Vakana je još u doba Arpadovića postojala benediktinska opatija Sv. Trojstva koju povijesni izvori spominju još 1183.
U 14. st. izvori bilježe da postoji selo koje je niklo pored opatije.
Kad su ove krajeve okupirali Turci, redovnici su napustili ovu opatiju i otišli u Šikloš i nisu se više nikad vratili. 
Novo selo je izgrađeno na mjestu stare opatije u 18. stoljeću. Stanovnici su bili Južni Slaveni, a kasnije su došli Nijemci. 

## Promet
Južnim dijelom sela prolazi željeznička pruga Pečuh – Viljan – Mohač.

## Stanovništvo
Vakan ima 963 stanovnika (2001.). Mađari su većina. Nijemci čine skoro desetinu stanovnika i u selu imaju manjinsku samoupravu, kao i Romi, kojih je blizu 3%. U selu živi i nekoliko Hrvata. Blizu 2/3 stanovnika su rimokatolici, petina su kalvinisti, a u selu živi i nekoliko grkokatolika i luterana.

## Vanjske poveznice
- Vakan na fallingrain.com